# Gaspard Meier-Chaurand
Pour les articles homonymes, voir Chaurand.
Gaspard Meier-Chaurand est un acteur français né le 26 décembre 1997. Il a joué le rôle principal dans Monsieur Papa de Kad Merad (2011).

## Filmographie

### Télévision
- 2011 : L'Amour en jeu : Nicolas
- 2011 : Famille d’accueil : Erwan
- 2012 : Ce monde est fou : Romain
- 2017 : Mention particulière : Ludovic
- 2018 : Victor Hugo, ennemi d’État de Jean-Marc Moutout : François-Victor Hugo
- 2019 : Disparition inquiétante : Théo Mayer
- 2020 : De l'autre côté de Didier Bivel : Jean-Baptiste
- 2021 : Mixte de Marie Roussin : Alain Laubrac
- 2022 : Balthazar (saison 4, épisode 5) : William Lacan
- 2022 : La faute à Rousseau (saison 2) : Simon, prof de dessin
- 2023 : Polar Park de Gérald Hustache-Mathieu : Hugo
- 2024 : Bugarach : Victor Muller

### Cinéma
- 2010 : Monsieur Papa : Marius
- 2009 : La Rafle : Lucien Timonier
- 2016 : Des nouvelles de la planète Mars
- 2025 : Haut les mains : Simon

### Web
- 2018 : Lunaire : Camille
- 2024: Les documentaires: Gabriel